# VfK Schifferstadt

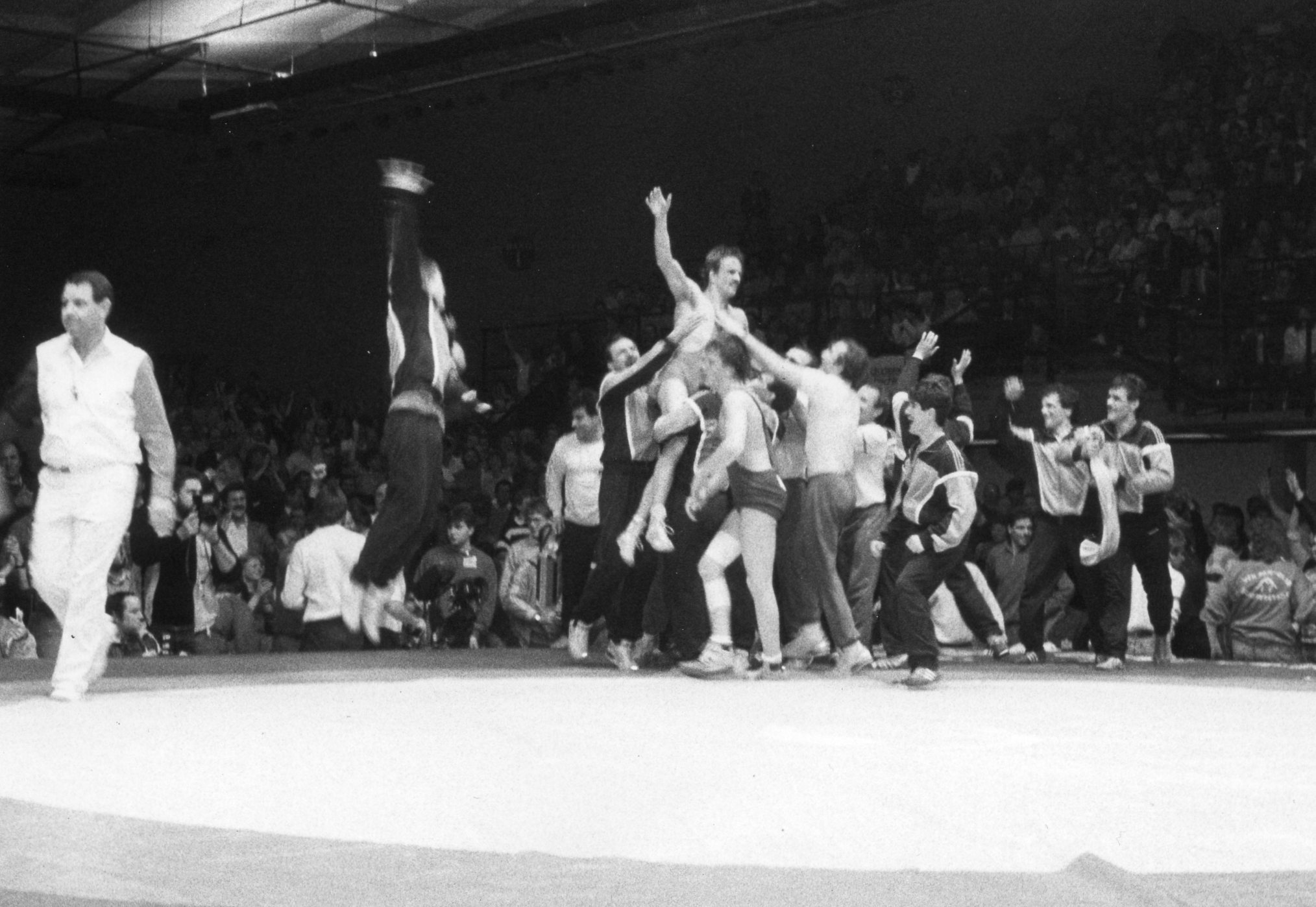
VfK Schifferstadt: Deutscher Mannschaftsmeister im Ringen, 1988

Der Verein für Kraftsport (VfK) 07 Schifferstadt ist ein deutscher Ringer-Verein aus Schifferstadt. Er wurde 2007 als Nachfolgeverein des 2006 in Insolvenz geratenen VfK Schifferstadt neu gegründet. In der Saison 2012/13 schaffte er den Aufstieg in die Ringer-Bundesliga. Anfang November 2022 zog der VfK sein Team aus der laufenden Saison der 2. Bundesliga zurück, da bereits zugesicherte Sponsorengelder ausgeblieben waren. Zu einem von der Vereinsführung zunächst erwogenem erneuten Insolvenzverfahren kam es letztlich nicht. Wie schon in der Saison 2023 tritt der Vfk auch 2024 mit seiner ersten Mannschaft in der Rheinland-Pfalz-Liga.

## Finanznot 2006
2006 wurde bekannt, dass der mehrfache deutsche Meister VfK Schifferstadt nicht mehr genug Geld für die laufende Saison aufbringen konnte. Der VfK meldete daraufhin seine Mannschaft von der laufenden Bundesligarunde ab. Das Insolvenzverfahren bedeutete das endgültige Aus für den Pfälzer Traditionsverein; der Verein wurde aufgelöst.

## Neugründung 2007

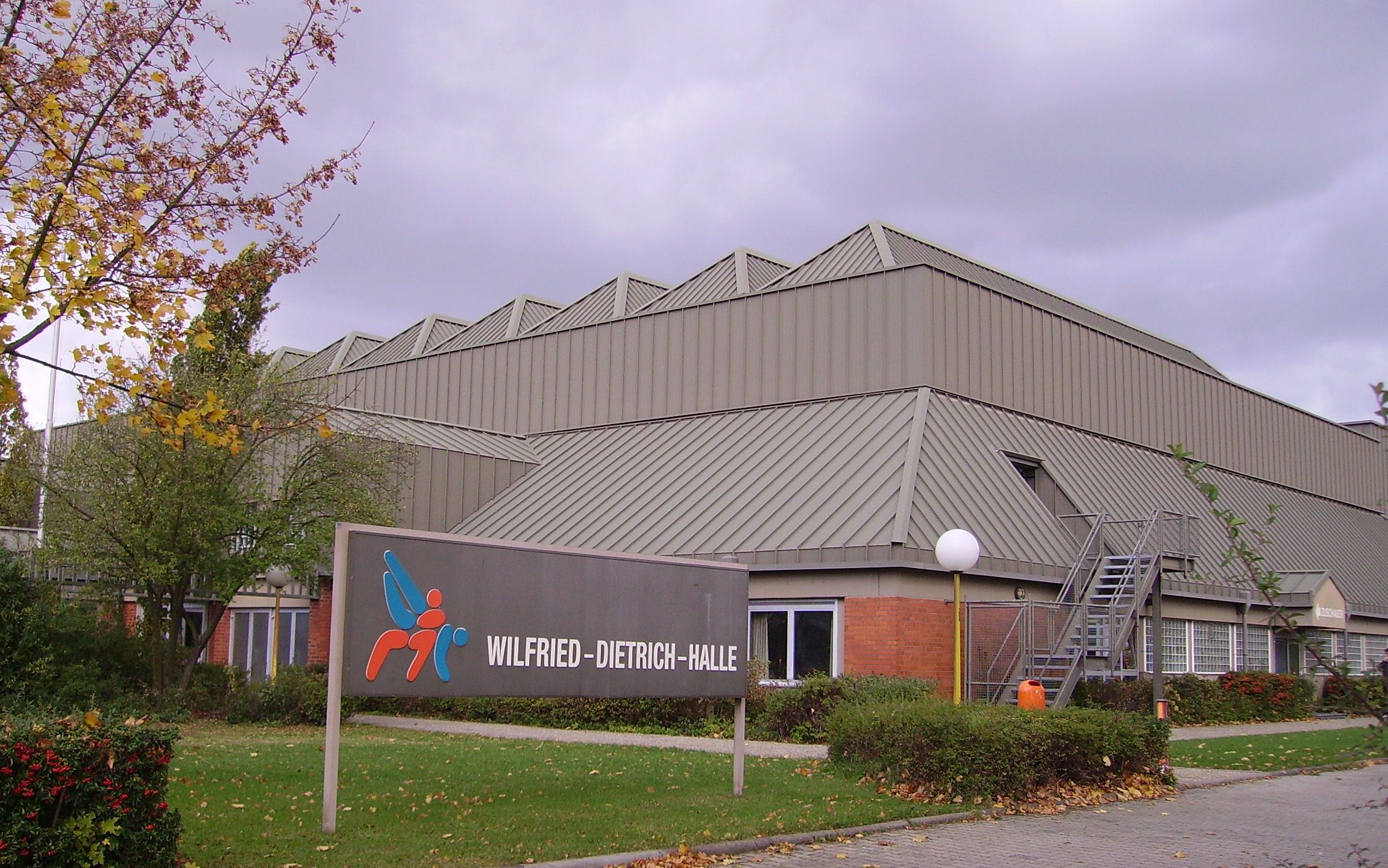
Wilfried-Dietrich-Halle, „Heimat“ des VfK Schifferstadt

Nach der Liquidation des VfK Schifferstadt wurde der Verein Anfang 2007 unter VfK 07 Schifferstadt neu gegründet. Viele ehemalige VfKler, z. B. Claudio Passarelli als 2. Vorsitzender und Markus Scherer als Trainer, hielten dem Verein die Treue und wagten mit ihm einen Neubeginn. Ein Neuanfang stand auch im sportlichen Bereich an, hier startete Trainer Markus Scherer mit einem sehr jungen Team zunächst in der Oberliga Rheinland-Pfalz. Am Ende einer starken Saison stand der Aufstieg in die Regionalliga.
Das Schifferstadter Publikum hatte die junge Mannschaft, die sich aus Sportlern aus Schifferstadt und der näheren Region zusammensetzte, gut angenommen. In der regulären Saison kamen durchschnittlich 350 Ringerfans zu den Heimkämpfen. Den entscheidenden Kampf um den Aufstieg gegen St. Ingbert sahen sogar 640 Zuschauer.
Anfang November 2022 zog der VfK sein Team aus der laufenden Saison der 2. Bundesliga zurück, da bereits zugesicherte Sponsorengelder ausgeblieben waren. Zu einem von der Vereinsführung zunächst erwogenem erneuten Insolvenzverfahren kam es letztlich nicht. Zur Saison 2023 tritt der VfK 07 mit einer neu zusammengestellten Mannschaft in der Rheinland-Pfalz-Liga an. Auch in der Saison 2024 tritt der VfK in der Rheinland-Pfalz-Liga an mit einer Mannschaft die nur aus Ringern aus Schifferstadt und der Pfalz besteht.
| Platzierungen seit der Neugründung 2007 | Platzierungen seit der Neugründung 2007 | Platzierungen seit der Neugründung 2007 | Platzierungen seit der Neugründung 2007 | Platzierungen seit der Neugründung 2007        |
| Saison                                  | Klasse                                  | Liga                                    | Platzierung                             | Anmerkung                                      |
| --------------------------------------- | --------------------------------------- | --------------------------------------- | --------------------------------------- | ---------------------------------------------- |
| 2007/08                                 | 4. Liga                                 | Oberliga Rheinland-Pfalz                | Platz 1 (von 0?)                        | Aufstieg                                       |
| 2008/09                                 | 3. Liga                                 | Regionalliga Rheinland-Pfalz-Saarland   | Platz 2 (von 08)                        | Aufstieg                                       |
| 2009/10                                 | 2. Liga                                 | 2. Bundesliga Süd                       | Platz 5 (von 10)                        |                                                |
| 2010/11                                 | 2. Liga                                 | 2. Bundesliga Süd                       | Platz 7 (von 09)                        |                                                |
| 2011/12                                 | 2. Liga                                 | 2. Bundesliga Süd                       | Platz 5 (von 10)                        |                                                |
| 2012/13                                 | 2. Liga                                 | 2. Bundesliga Süd                       | Platz 1 (von 09)                        | Aufstieg                                       |
| 2013/14                                 | 1. Liga                                 | 1. Bundesliga Süd                       | Platz 5 (von 08)                        |                                                |
| 2014/15                                 | 1. Liga                                 | 1. Bundesliga Süd                       | Platz 5 (von 07)                        |                                                |
| 2015/16                                 | 1. Liga                                 | 1. Bundesliga Nord                      | Platz 5 (von 06)                        |                                                |
| 2016/17                                 | 1. Liga                                 | 1. Bundesliga                           | Platz 8 (von 08)                        |                                                |
| 2017/18                                 | —                                       | Deutsche Ringerliga                     | Platz 1 (von 05)                        | Finalrunde: Vizemeister (hinter KSV Ispringen) |
| 2018/19                                 | —                                       | Deutsche Ringerliga                     | Platz 2 (von 05)                        | Finalrunde: Meister                            |
| 2019/20                                 | —                                       | Deutsche Ringerliga                     | Platz 5 (von 06)                        |                                                |
| 2020/21                                 | —                                       | Deutsche Ringerliga                     | —                                       | Saisonabbruch (noch vor dem Start)             |
| 2021                                    | 2. Liga                                 | Rheinland-Pfalz-Liga                    | Platz 1 (von 07)                        | Saisonabbruch Und Aufstieg                     |
| 2022                                    | 2. Liga                                 | 2. Bundesliga                           | ---                                     | Rückzug in der Saison                          |
| 2022                                    | 3. Liga                                 | 2. Mannschaft Rheinland-Pfalz-Liga      | —                                       | Rückzug in der Saison                          |
| 2023                                    | 3. Liga                                 | Rheinland-Pfalz-Liga                    | Platz 2 (von 7)                         |                                                |
| 2024                                    | 3. Liga                                 | Rheinland-Pfalz-Liga                    |                                         |                                                |

## Geschichte des Ringens in Schifferstadt
Mit der Gründung des „Freien Sportclubs“ Schifferstadt 1896 fanden Schwerathleten zusammen, die Ringen, Gewichtheben und Akrobatik betrieben. Erster Vorsitzender wurde Georg Rückert. Die Sportveranstaltungen fanden im Freien statt, da es noch keine Turnhallen gab. Neben dem „Freien Sportclub“ kam es in den Folgejahren zu weiteren Kraftsport-Vereinsgründungen wie „Siegfried Schifferstadt“, aus dem 1909 die „Germania“ hervorging und dem „Katholischen Arbeiterverein“. Erst 1926 entstand aus Teilen der Vorgängervereine der „Verein für Kraftsport und Körperpflege“, kurz VfK. 1996 feierte der Verein das 100-jährige Bestehen, bevor er 2006 nach 110 Jahren aufgelöst wurde, um im Jahr 2007 als VfK 07 erneut gegründet zu werden.
Ab 1909 fanden die Wettkämpfe im Vereinslokal „Wilder Mann“ statt. Beim ersten nachweisbaren Mannschaftswettkampf im Ringen 1911 war die Staffel aus Oggersheim Gegner der Schifferstadter. Herausragende Ringer dieser Anfangszeit waren der deutsche Vizemeister im Schwergewicht
Eduard Wißmann und der deutsche Vizemeister im Mittelgewicht Josef Kolb. 1919 fanden sich 1000 Zuschauer im Saal des „Wilden Mann“ beim Mannschaftskampf gegen Friesenheim ein. Am Jubiläumsturnier 1921 des Freien Sportclubs zum 25-jährigen Bestehen des Vereins nahmen mehr als 1000 Sportler im Ringen, Stemmen, der Sportakrobatik und im Turnen teil. Der Zeitplan konnte nicht eingehalten werden, sodass es erst Wochen später im „Eckelschen Bierkeller“ zu den Finalkämpfen kam.
Mit der Verpflichtung des Pirmasenser Ringers Fritz Schäfer 1931 stärkte der Verein nicht nur seine Staffel, sondern fand auch nationale Beachtung. Die Qualifikation zu den Olympischen Sommerspielen 1932 in Los Angeles verpassten die Schifferstadter Ringer Ludwig Krause und Otto Heißler nur knapp. 1935 titelte das Reichssportblatt: „Ein deutsches Ringerdorf: Schifferstadt“. 1936 holte der Leichtgewichtler Fritz Schäfer die Silbermedaille der Olympischen Sommerspiele in Berlin. Vor Beginn des Zweiten Weltkriegs schafften zudem Albert Ferber, Reinhold Kolb und Paul Wahl den Sprung in die nationale Ringerspitze.
Von 1945 bis 1949 ruhte der Schwerathletiksport in Schifferstadt auf Grund eines Verbots der Behörden der französischen Besatzungszone. 1949 kam es zum ersten Nachkriegs-Mannschaftskampf im „Ochsen“ gegen den Ring-Sport-Verein Basel. Schon 1950 griff der VfK im Kampf um die deutsche Mannschaftsmeisterschaft ein, unterlag aber der SG Frankfurt-Eckenheim. Neben Albert Ferber machten Mitte der 50er Jahre erstmals Wilfried Dietrich, Paul Neff und Walter Kuhn auf sich aufmerksam. Dietrich und Neff wurden zudem in dieser Zeit in die deutsche Nationalmannschaft berufen. Wilfried Dietrich qualifizierte sich für die Olympischen Sommerspiele 1956 in Melbourne. Dietrich gewann in Folge 27 deutsche Meistertitel in beiden Stilarten, Neff wurde insgesamt 18 Mal deutscher Einzelmeister. 1959 wurde der VfK Schifferstadt erstmals deutscher Mannschaftsmeister. Der Olympiasieg Wilfried Dietrichs 1960 in Rom im freien Stil und die Silbermedaille im griechisch-römischen Stil krönten dessen Laufbahn. Paul Neff erreichte in Rom einen hervorragenden vierten Platz. 5000 Anhänger empfingen die beiden Olympiateilnehmer im Schifferstadter Festzelt. In den folgenden Jahren und Jahrzehnten waren die Ringer des VfK Schifferstadt sowohl bei den deutschen Mannschaftsmeisterschaften, bei den Einzelmeisterschaften beider Stilarten wie auch bei Europa-, Weltmeisterschaften und Olympischen Spielen überaus erfolgreich.
Hierzu die Rubriken: Erfolge, bekannte Ringer und Medaillengewinner bei Olympischen Spielen, Welt- und Europameisterschaften während der Vereinszugehörigkeit.

## Erfolge
Der VfK Schifferstadt ist mit zehn Mannschaftsmeisterschaften gleichauf mit dem ASV Heros Dortmund (10 Mannschaftsmeisterschaften) erster der deutschen Rekordliste in dieser Kategorie.
Deutscher Mannschaftsmeister:
- 1959/60 gegen Einigkeit Aschaffenburg-Damm 8:12 und 11:7 (bei Gleichstand, kürzere Ringzeit für VfK)
- 1967/68 gegen KSV Köllerbach 12:5 und 10:10
- 1969/70 gegen [KSV Witten] 9:9 und 13:4
- 1971/72 gegen KSV Witten 17:7 und 15:9
- 1976/77 gegen KSV Germania Aalen 14,5:21,5 und 25:15
- 1988/89 gegen AC Bavaria Goldbach 15,5:18 und 26:9
- 1990/91 gegen AC Bavaria Goldbach 24,5:13,5 und 15:22
- 2002/03 gegen KSV Germania Aalen 13:9 und 12:8
- 2003/04 gegen KSV Germania Aalen 16,5:6 und 12:10
- 2004/05 gegen 1. Luckenwalder SC 13:14,5 und 17,5:6,5

Deutscher Vize-Mannschaftsmeister:
- 1970/71 gegen KSV Witten 8:9 und 10:10
- 1972/73 gegen KSV Köllerbach 14:26 und 18,5:21,5
- 1977/78 gegen ASV Mainz 1888 24:18 und 19:26
- 1978/79 gegen KSV Witten 14:22 und 24,5:19,5
- 1983/84 gegen KSV Witten 14:24,5 und 16:20,5
- 1984/85 gegen KSV Germania Aalen 15:21 und 14:20
- 1986/87 gegen KSV Witten 13,5:22,5 und 19,5:17,5
- 1987/88 gegen AC Bavaria Goldbach 15,5:24 und 22:16
- 1992/93 gegen AC Bavaria Goldbach 7,5:17,5 und 10,5:14
- 1993/94 gegen AC Bavaria Goldbach 11:14 und ?
- 1995/96 gegen AC Bavaria Goldbach 13:10 und ?
- 1996/97 gegen AC Bavaria Goldbach 12:13 und ?
- 2001/02 gegen KSV Germania Aalen 14,5:10 und 9:14

## Bekannte Ringer
- Otto Alt
- Ralf Böhringer
- Wilfried Dietrich
- Albert Ferber
- Marleen Gottschling
- Steven Gottschling
- Willi Heckmann
- Otto Heißler
- Stanislaw Kacmarek
- Heinz Kiehl
- Rolf Krauß
- Denis Kudla
- Walter Kuhn
- Alexander Leipold
- Laszlo Miklosch
- Paul Neff
- Claudio Passarelli
- Thomas Passarelli
- Arawat Sabejew
- Gerhard Sattel
- Etka Sever
- Fritz Schäfer
- Markus Scherer
- Konstantin Schneider
- Ludwig Schneider
- Werner Schröter
- Alfred Ter-Mkrtchyan
- Fred Theobald
- Hans-Jürgen Veil
- Bernd Fleig

## Medaillengewinner bei Olympischen Spielen, Welt- und Europameisterschaften während der Vereinszugehörigkeit
| Name                 | Olympia Gold | Olympia Silber | Olympia Bronze | Weltmeister | WM-Zweiter | WM-Dritter | Europameister | EM-Zweiter | EM-Dritter | Junioren-WM (1.–3.) | Junioren-EM (1.–3.) |
| -------------------- | ------------ | -------------- | -------------- | ----------- | ---------- | ---------- | ------------- | ---------- | ---------- | ------------------- | ------------------- |
| Ralf Böhringer       |              |                |                |             |            |            |               |            |            |                     | 1 ×                 |
| Wilfried Dietrich    | 1 ×          | 2 ×            | 2 ×            | 1 ×         | 2 ×        | 1 ×        | 1 ×           |            |            |                     |                     |
| Marleen Gottschling  |              |                |                |             |            |            |               |            |            |                     | 1 ×                 |
| Steven Gottschling   |              |                |                |             |            |            |               |            |            |                     | 1 ×                 |
| Willi Heckmann       |              |                |                |             |            |            |               |            |            |                     | 1 ×                 |
| Stanislaw Kacmarek   |              |                |                |             |            |            |               | 1 ×        |            |                     |                     |
| Rolf Krauß           |              |                |                |             |            |            |               |            | 1 ×        |                     |                     |
| Denis Kudla          |              |                | 1 ×            |             | 1 ×        |            |               |            | 1 ×        | 1 ×                 | 2 ×                 |
| Alexander Leipold    | 1 ×*         |                |                |             | 1 ×        |            |               | 1 ×        |            |                     |                     |
| Laszlo Miklosch      |              |                |                |             |            |            |               | 1 ×        |            |                     |                     |
| Paul Neff            |              |                |                |             |            |            |               | 2 ×        |            |                     |                     |
| Claudio Passarelli   |              |                |                | 1 ×         |            | 1 ×        |               |            |            |                     |                     |
| Arawat Sabejew       |              |                | 1 ×            | 1 ×         | 1 ×        |            |               |            |            |                     |                     |
| Fritz Schäfer        |              | 1 ×            |                |             |            |            |               | 2 ×        |            |                     |                     |
| Markus Scherer       |              | 1 ×            |                |             | 1 ×        |            | 1 ×           |            |            |                     | 1 ×                 |
| Werner Schröter      |              |                |                |             | 1 ×        |            |               | 1 ×        |            |                     |                     |
| Etka Sever           |              |                |                |             |            |            |               |            |            |                     | 1 ×                 |
| Fred Theobald        |              |                |                |             |            |            |               |            | 1 ×        |                     |                     |
| Alfred Ter-Mkrtchyan |              |                |                | 1 ×         |            | 2 ×        |               | 1 ×        | 2 ×        |                     |                     |
| Hans-Jürgen Veil     |              | 1 ×            |                |             |            |            |               |            |            |                     |                     |

- vgl. Leipold. Olympiasieger, nicht Goldmedaillengewinner.[4]